# 山内吉佐
山内 吉佐（やまうち よしすけ）は、江戸時代前期の土佐藩の家老。

## 生涯
天正8年（1580年）、豊臣秀吉の馬廻酒井下総守吉政の子として誕生した。山内（酒井）家の系譜によると、父・吉政は徳川家家臣酒井家次の子と伝えられる。
はじめ、小早川秀秋に3000石で仕えるも、同僚を殺害して退身する。慶長5年（1600年）に山内一豊に中老職として1690石で仕え、浦戸城と山内姓を拝領する。慶長14年（1609年）、山内康豊の三女郷姫を娶る。翌慶長15年（1610年）には長男・豊吉誕生のため、化粧料として100石を賜る。慶長19年（1614年）大坂冬の陣、元和元年（1615年）大坂夏の陣に2代藩主・山内忠義に従って出陣した。秀頼に仕える父・吉政は夏の陣で戦死している。
元和5年（1619年）、福島正則の改易により、藩主・忠義が広島城請取を命じられて安芸広島まで出陣する。同年、大坂城普請の課役を務める。元和7年（1621年）、仕置家老。元和8年（1622年）、功績により500石を加増されて知行2190石。寛永9年（1632年）1月21日没。享年51。

## 親族
- 父：酒井吉政
  - 室：山内康豊の三女・郷姫
    - 子：山内豊吉